# Temporada da WTA de 1989
O WTA Tour de 1989 foi a turnê de elite do tênis feminino profissional organizado pela Women's Tennis Association (WTA) para a temporada de 1989.
O WTA Tour de 1989 incluiu os quatro torneios Grand Slam, o WTA Tour Championships e os eventos WTA Categorias 1 a 5 (não houve torneios da Categoria 6, de duas semanas sem ser os de Grand Slam). Os torneios da ITF não faziam parte do WTA Tour, embora atribuíssem pontos para o WTA World Ranking.

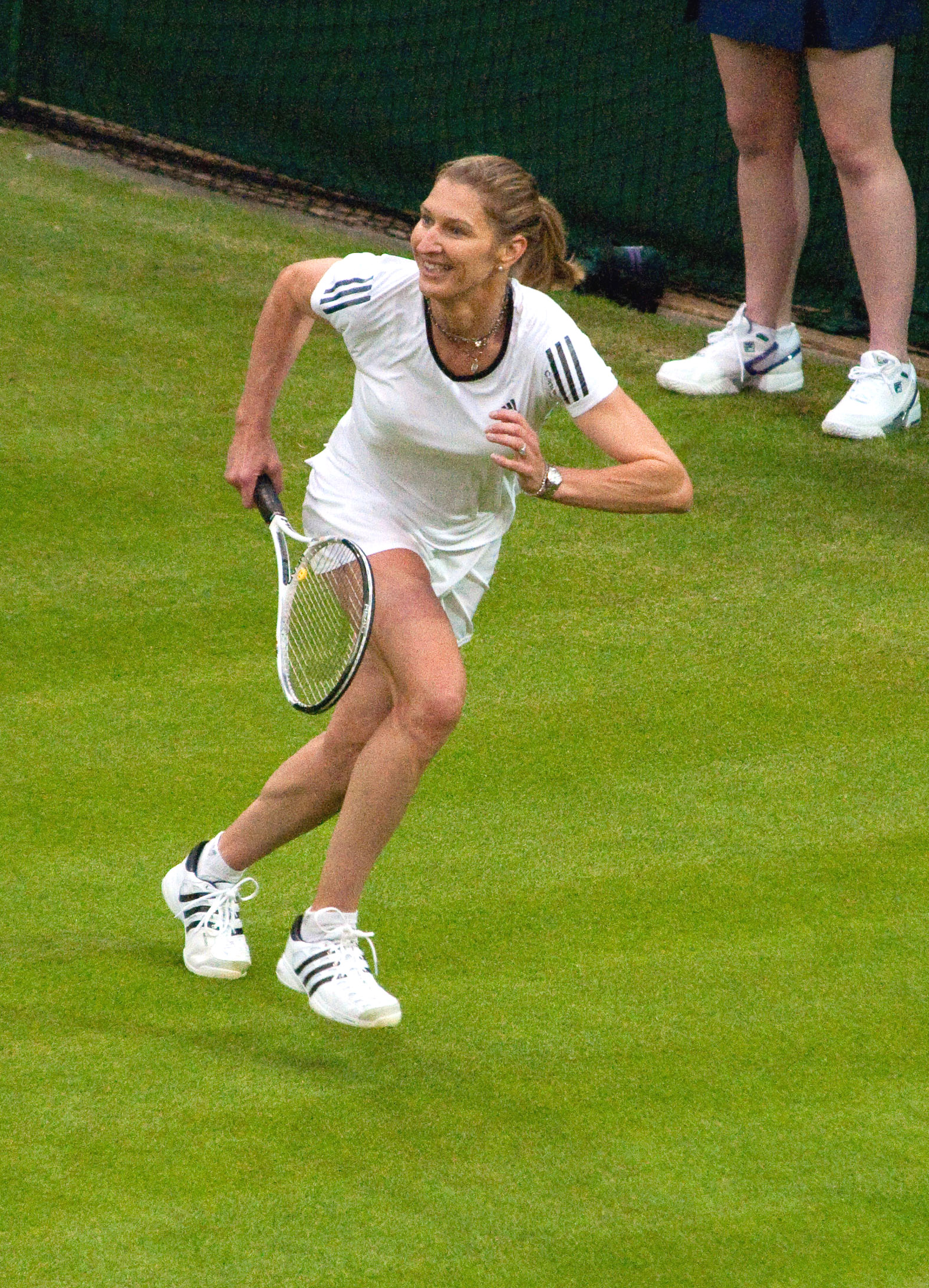
Steffi Graf ganhou 14 títulos na temporada.

## Ranking de final de ano
Lista das 20 primeiras do ranking de final de ano da WTA de 1989 (20 de novembro de 1989) em competições de simples e duplas:
| Ranking de simples de final de ano | Ranking de simples de final de ano | Ranking de simples de final de ano | Ranking de simples de final de ano | Ranking de simples de final de ano |
| ---------------------------------- | ---------------------------------- | ---------------------------------- | ---------------------------------- | ---------------------------------- |
| Nº                                 | Jogadora                           | Pontos                             | 1988                               | F                                  |
| 1                                  | Steffi Graf (FRG)                  | 300.9980                           | 1                                  | =                                  |
| 2                                  | Martina Navratilova (USA)          | 208.1995                           | 2                                  | =                                  |
| 3                                  | Gabriela Sabatini (ARG)            | 166.5597                           | 4                                  | +1                                 |
| 4                                  | Zina Garrison (USA)                | 128.4947                           | 9                                  | +5                                 |
| 5                                  | Arantxa Sánchez Vicario (ESP)      | 121.2214                           | 18                                 | +13                                |
| 6                                  | Monica Seles (YUG)                 | 117.2153                           | 86                                 | +80                                |
| 7                                  | Conchita Martínez (ESP)            | 87.8854                            | 41                                 | +34                                |
| 8                                  | Helena Suková (TCH)                | 87.3127                            | 8                                  | =                                  |
| 9                                  | Manuela Maleeva-Fragniere (SUI)    | 84.0804                            | 6                                  | -3                                 |
| 10                                 | Chris Evert (USA)                  | 79.7917                            | 3                                  | -7                                 |
| 11                                 | Jana Novotná (TCH)                 | 74.7833                            | 35                                 | +24                                |
| 12                                 | Mary Joe Fernández (USA)           | 71.5744                            | 15                                 | +3                                 |
| 13                                 | Helen Kelesi (CAN)                 | 52.7489                            | 19                                 | +6                                 |
| 14                                 | Hana Mandlíková (AUS)              | 51.1944                            | 29                                 | +15                                |
| 15                                 | Katerina Maleeva (BUL)             | 51.1071                            | 11                                 | -4                                 |
| 16                                 | Catarina Lindqvist (SWE)           | 46.6842                            | 42                                 | +26                                |
| 17                                 | Pam Shriver (USA)                  | 46.0357                            | 5                                  | -12                                |
| 18                                 | Belinda Cordwell (NZL)             | 44.7692                            | 61                                 | +43                                |
| 19                                 | Laura Gildemeister (PER)           | 44.4286                            | NR                                 | NR                                 |
| 20                                 | Larisa Savchenko (URS)             | 43.2813                            | 16                                 | -4                                 |

| Ranking de duplas de final de ano | Ranking de duplas de final de ano | Ranking de duplas de final de ano | Ranking de duplas de final de ano | Ranking de duplas de final de ano |
| --------------------------------- | --------------------------------- | --------------------------------- | --------------------------------- | --------------------------------- |
| Nº                                | Jogadora                          | Pontos                            | 1988                              | F                                 |
| 1                                 | Martina Navratilova (USA)         | 361.8135                          | 1                                 | =                                 |
| 2                                 | Helena Suková (TCH)               | 290.7845                          | 4                                 | +2                                |
| 3                                 | Larisa Savchenko (URS)            | 280.1181                          | 9                                 | +6                                |
| 4                                 | Pam Shriver (USA)                 | 279.7621                          | 2                                 | -2                                |
| 5                                 | Jana Novotná (TCH)                | 270.7337                          | 13                                | +8                                |
| 6                                 | Natasha Zvereva (URS)             | 259.5676                          | 11                                | +5                                |
| 7                                 | Gigi Fernández (USA)              | 210.1921                          | 6                                 | -1                                |
| 8                                 | Mary Joe Fernández (USA)          | 209.0000                          | 63                                | +55                               |
| 9                                 | Zina Garrison (USA)               | 199.6011                          | 7                                 | -2                                |
| 10                                | Katrina Adams (USA)               | 193.6407                          | 14                                | +4                                |
| 11                                | Steffi Graf (FRG)                 | 174.2000                          | 5                                 | -6                                |
| 12                                | Robin White (USA)                 | 168.2980                          | 15                                | +3                                |
| 13                                | Wendy Turnbull (AUS)              | 167.7390                          | 17                                | +14                               |
| 14                                | Elizabeth Smylie (AUS)            | 163.7508                          | 20                                | +6                                |
| 15                                | Patty Fendick (USA)               | 162.9735                          | 18                                | +3                                |
| 16                                | Lori McNeil (USA)                 | 159.6453                          | 10                                | -6                                |
| 17                                | Hana Mandlíková (AUS)             | 155.3529                          | 60                                | +43                               |
| 18                                | Jill Hetherington (CAN)           | 151.3596                          | 16                                | -2                                |
| 19                                | Gabriela Sabatini (ARG)           | 148.700                           | 3                                 | -16                               |
| 20                                | Elna Reinach (RSA)                | 136.4375                          | 42                                | +22                               |